# Joe Ingles
Joseph Howarth Ingles (* 2. Oktober 1987 in Adelaide, South Australia) ist ein australischer Basketballspieler, der auch die britische Staatsbürgerschaft besitzt. Seit 2024 steht er bei den Minnesota Timberwolves in der NBA unter Vertrag.
Nach seinem Karrierebeginn in der australischen NBL bei den South Dragons spielte Ingles in der spanischen Liga ACB, in der er mit dem FC Barcelona 2011 und 2012 die spanische Meisterschaft sowie zweimal den spanischen Pokalwettbewerb Copa del Rey gewann. Nach seinem Wechsel zu Maccabi Tel Aviv 2013 gewann er mit diesem Verein eine Triple Crown aus nationalem Double und EuroLeague 2013/14.
Mit der australischen Nationalmannschaft gewann er die Basketball-Ozeanienmeisterschaft 2011 und 2013, nahm an den Olympischen Spielen 2008, 2012, 2016, 2020 sowie an den Basketball-Weltmeisterschaften 2010, 2014 und 2019 teil.

## Karriere

### South Dragons (2006–2009)
Nach zwei Jahren am Australian Institute of Sport wurde Ingles im März 2006 von der neuen Franchise South Dragons aus Melbourne in der NBL Australasia als erster Spieler in der Club-Geschichte unter Vertrag genommen und erzielte bei seinem ersten Spiel 29 Punkte, was den Rekord bei dem Debüt eines australischen Rookies in der NBL darstellte. Am Ende der Spielzeit 2006/07 erhielt Ingles 2007 den „NBL Rookie of the Year Award“.
Am Ende ihrer dritten Spielzeit gewannen die South Dragons zusammen mit unter anderem seinem Nationalmannschaftskollegen Mark Worthington ihre erste Meisterschaft in der NBL. Anschließend wurde der Spielbetrieb der South Dragons bereits wieder eingestellt.

### CB Granada (2009–2010)
Ingles, der zuvor bereits unter Beobachtung des NBA-Clubs Los Angeles Lakers stand, spielte in der NBA Summer League 2009 im Trikot der Golden State Warriors. Für die Spielzeit 2009/10 wechselte er jedoch dann nach Spanien in die Liga ACB zum andalusischen Verein aus Granada, wo er zweimal Spieler des Spieltags mit der größten Effektivität aller Spieler in der Liga war. Granada verpasste als Tabellenzehnter die Playoffs um die spanische Meisterschaft.

### FC Barcelona (2010–2013)
Zu Beginn der folgenden Spielzeit wechselte Ingles im November 2010 zum Vizemeister FC Barcelona. Mit den Katalanen gewann er zweimal die spanische Meisterschaft 2011 und 2012, zweimal den Pokalwettbewerb Copa del Rey 2011 und 2013 sowie auch den Supercopa 2011. Nachdem man 2011 in der EuroLeague im Viertelfinale noch gegen den späteren Titelgewinner Panathinaikos Athen ausgeschieden war, erreichte man in den folgenden beiden Austragungen jeweils das Final-Four-Turnier. Nach einem dritten Platz 2012 im „kleinen Finale“ gegen Titelverteidiger Panathinaikos reichte es 2013 nur zu einem vierten Platz.

### Maccabi Tel Aviv (2013–2014)
Zur Saison 2013/14 verließ Ingles Spanien und wechselte zum israelischen Serienmeister Maccabi aus Tel Aviv, der jedoch in der Vorsaison überraschend das Meisterschaftsfinale gegen Maccabi Haifa verloren hatte. Gleich in seiner ersten Saison bei Maccabi gewann Ingles mit der Mannschaft die EuroLeague. Nach der Titelverteidigung im israelischen Pokalwettbewerb holte man sich zum Saisonabschluss auch den Titel in der nationalen Meisterschaft gegen Titelverteidiger Maccabi Haifa zurück und gewann damit eine Triple Crown.

### NBA (seit 2014)
Ingles unterschrieb am 29. September 2014 einen Vertrag bei den Los Angeles Clippers. Er wurde nach der Vorbereitungsphase aus dem Kader entlassen und kurze Zeit später von den Utah Jazz unter Vertrag genommen, für die er am 30. Oktober 2014 gegen die Houston Rockets sein NBA-Debüt gab. Im Sommer 2015 verlängerte er seinen Vertrag bei den Jazz um zwei Jahre. Er entwickelte sich bei den Jazz zu einem wichtigen Rollenspieler, so dass er im Juli 2017 erneut eine Vertragsverlängerung unterzeichnete.
Dadurch, dass Starspieler Gordon Hayward im gleichen Sommer die Jazz verließ, wurde Ingles zum neuen Stammspieler auf der Small-Forward-Position für die Jazz. Ingles legte infolgedessen mit 11,5 Punkte, 4,8 Assists und 4,2 Rebounds pro Spiel persönliche NBA-Bestwerte auf. Er traf zudem 46,7 % seiner Feld- und 44,0 % seiner Dreipunktwürfe. Mit den Jazz erreichte er die Playoffs. Im zweiten Spiel des Conference-Halbfinalspiel gegen die Houston Rockets erzielte Ingles, beim 116:108-Sieg der Jazz, mit 27 Punkten bei 7 getroffenen Dreipunktwürfen, einen persönlichen NBA-Höchstwert.
Am 30. Januar 2021 gelang Ingles eine historisch bedeutsame Leistung. Beim 120:101-Sieg der Jazz gegen die Dallas Mavericks überbot Ingles den Jazz-Rekord für getroffene Dreierpunktwürfe von John Stockton mit 846 Treffern für Utah. Ingles wurde am Ende der Saison bei der Wahl zum Best Sixth Man für den besten Bankspieler der Saison 2020/21 hinter seinem Mannschaftskollegen Jordan Clarkson Zweiter. In seiner Zeit in Utah traf Ingles insgesamt 1071 Dreipunktewürfe.
Am 9. Februar 2022 wurde Ingles im Rahmen eines Transfergeschäfts, an dem drei Mannschaften beteiligt waren, unter anderem im Austausch für Nickeil Alexander-Walker zu den Portland Trail Blazers geschickt. Aufgrund einer Knieverletzung bestritt er kein Spiel für die Blazers. Am 6. Juli 2022 unterzeichnete Ingles einen Vertrag über ein Jahr bei den Milwaukee Bucks.
Im Juli 2023 ging er nach Florida, als er von den Orlando Magic unter Vertrag genommen wurde. Er wurde im Laufe des Spieljahres 2023/24 in 66 Hauptrundenbegegnungen eingesetzt und verbuchte einen Mittelwert von 4,4 Punkten. Anfang Juli 2024 gaben die Minnesota Timberwolves die Verpflichtung des Australiers bekannt.

## Nationalmannschaft
An der ersten Endrunde eines großen Turniers mit der australischen Nationalmannschaft nahm Ingles bei den Olympischen Spielen 2008 in Peking teil, bei denen man im Viertelfinale gegen den Titelverteidiger und späteren Titelgewinner, die Vereinigten Staaten, ausschied und am Ende den siebten Platz belegte.
Sein erfolgreichstes Spiel hatte er bei der 85:116-Niederlage gegen die USA, als er im letzten Viertel bei einer Trefferquote von 100 % elf Punkte erzielte. Bei der Weltmeisterschaft 2010 belegte man am Ende nur den zehnten Platz, nachdem man im Achtelfinale Slowenien deutlich mit 58:87 unterlag.
2011 gewann man glatt die Playoff-Serie um die Ozeanienmeisterschaft gegen die neuseeländische Nationalmannschaft, gegen die man 2009 noch im Endspiel zurückstecken musste.
Bei den Olympischen Spielen 2012 traf man im Viertelfinale erneut auf den Titelverteidiger USA, dem man in ähnlicher Weise wie vier Jahre zuvor mit 86:119 unterlag.
Ingles nahm mit Australien an der Basketball-WM 2014 teil, wo man jedoch im Achtelfinale gegen die Türkei ausschied. Ebenfalls nahm Ingles an der Weltmeisterschaft 2019 in China teil. Dort belegte er mit Australien den viertem WM-Platz und den bis dato größten Erfolg einer australischen Mannschaft bei einer WM.
Bei den 2021 ausgetragenen Olympische Sommerspiele 2020 gewann Ingles mit der Nationalmannschaft seines Heimatlandes die Bronzemedaille. Er war im Verlauf des olympischen Turniers mit einem Mittelwert von 11,2 Punkten je Begegnung am Erfolg beteiligt.

## Karriere-Statistiken

### NBA

#### Hauptrunde
| Saison  | Team      | GP  | GS  | MPG  | FG % | 3P % | FT % | RPG | APG | SPG | BPG | PPG  |
| ------- | --------- | --- | --- | ---- | ---- | ---- | ---- | --- | --- | --- | --- | ---- |
| 2014–15 | Utah      | 79  | 32  | 21.2 | .415 | .356 | .750 | 2.2 | 2.3 | 0.9 | 0.1 | 5.0  |
| 2015–16 | Utah      | 81  | 2   | 15.3 | .426 | .386 | .722 | 1.9 | 1.2 | 0.7 | 0.0 | 4.2  |
| 2016–17 | Utah      | 82  | 26  | 24.1 | .452 | .441 | .735 | 3.2 | 2.7 | 1.2 | 0.1 | 7.1  |
| 2017–18 | Utah      | 82  | 81  | 31.4 | .467 | .440 | .795 | 4.2 | 4.8 | 1.1 | 0.2 | 11.5 |
| 2018–19 | Utah      | 82  | 82  | 31.3 | .448 | .391 | .707 | 4.0 | 5.7 | 1.2 | 0.2 | 12.1 |
| 2019–20 | Utah      | 72  | 45  | 29.7 | .445 | .399 | .787 | 3.9 | 5.2 | 0.9 | 0.2 | 9.8  |
| 2020–21 | Utah      | 67  | 30  | 27.9 | .489 | .451 | .844 | 3.6 | 4.7 | 0.7 | 0.2 | 12.1 |
| 2021–22 | Utah      | 45  | 15  | 24.9 | .404 | .347 | .773 | 2.9 | 3.5 | 0.5 | 0.1 | 7.2  |
| 2022–23 | Milwaukee | 46  | 0   | 22.7 | .435 | .409 | .857 | 2.8 | 3.3 | 0.7 | 0.1 | 6.9  |
| 2023–24 | Orlando   | 68  | 0   | 17.2 | .436 | .435 | .824 | 2.1 | 3.0 | 0.6 | 0.1 | 4.4  |
| Gesamt  | Gesamt    | 704 | 313 | 24.7 | .448 | .410 | .774 | 3.1 | 3.6 | 0.9 | 0.1 | 8.1  |

#### Play-offs
| Saison  | Team      | GP | GS | MPG  | FG % | 3P % | FT %  | RPG | APG | SPG | BPG | PPG  |
| ------- | --------- | -- | -- | ---- | ---- | ---- | ----- | --- | --- | --- | --- | ---- |
| 2016–17 | Utah      | 11 | 11 | 30.3 | .403 | .366 | .667  | 3.7 | 3.3 | 2.0 | 0.5 | 6.5  |
| 2017–18 | Utah      | 11 | 11 | 34.7 | .471 | .455 | .647  | 4.4 | 3.4 | 0.5 | 0.2 | 14.5 |
| 2018–19 | Utah      | 5  | 5  | 30.1 | .324 | .276 | —     | 4.8 | 5.0 | 2.2 | 0.0 | 6.4  |
| 2019–20 | Utah      | 7  | 7  | 33.4 | .407 | .350 | 1.000 | 3.4 | 4.7 | 0.6 | 0.1 | 9.1  |
| 2020–21 | Utah      | 11 | 6  | 27.8 | .494 | .414 | .769  | 3.1 | 3.5 | 0.6 | 0.0 | 10.2 |
| 2022–23 | Milwaukee | 5  | 0  | 17.8 | .522 | .500 | —     | 1.2 | 2.0 | 0.6 | 0.2 | 6.8  |
| 2023–24 | Orlando   | 7  | 0  | 9.7  | .333 | .286 | .500  | 1.9 | 1.7 | 0.4 | 0.0 | 1.6  |
| Gesamt  | Gesamt    | 57 | 40 | 27.4 | .441 | .397 | .723  | 3.3 | 3.4 | 1.0 | 0.2 | 8.5  |